# Dendrocerus flavipennis
Dendrocerus flavipennis är en stekelart som först beskrevs av Jean-Jacques Kieffer 1907.  Dendrocerus flavipennis ingår i släktet Dendrocerus och familjen trefåresteklar. Inga underarter finns listade i Catalogue of Life.